# Haghpat (Lorri)
Pour l’article homonyme, voir Haghpat.
Haghpat (en arménien Հաղպատ) est une communauté rurale du marz de Lorri en Arménie. En 2008, elle compte 748 habitants.
Elle abrite le renommé monastère de Haghpat.